# Nososticta solida
Nososticta solida är en trollsländeart som först beskrevs av Hagen in Selys 1860.  Nososticta solida ingår i släktet Nososticta och familjen Protoneuridae. Inga underarter finns listade i Catalogue of Life.

## Bildgalleri

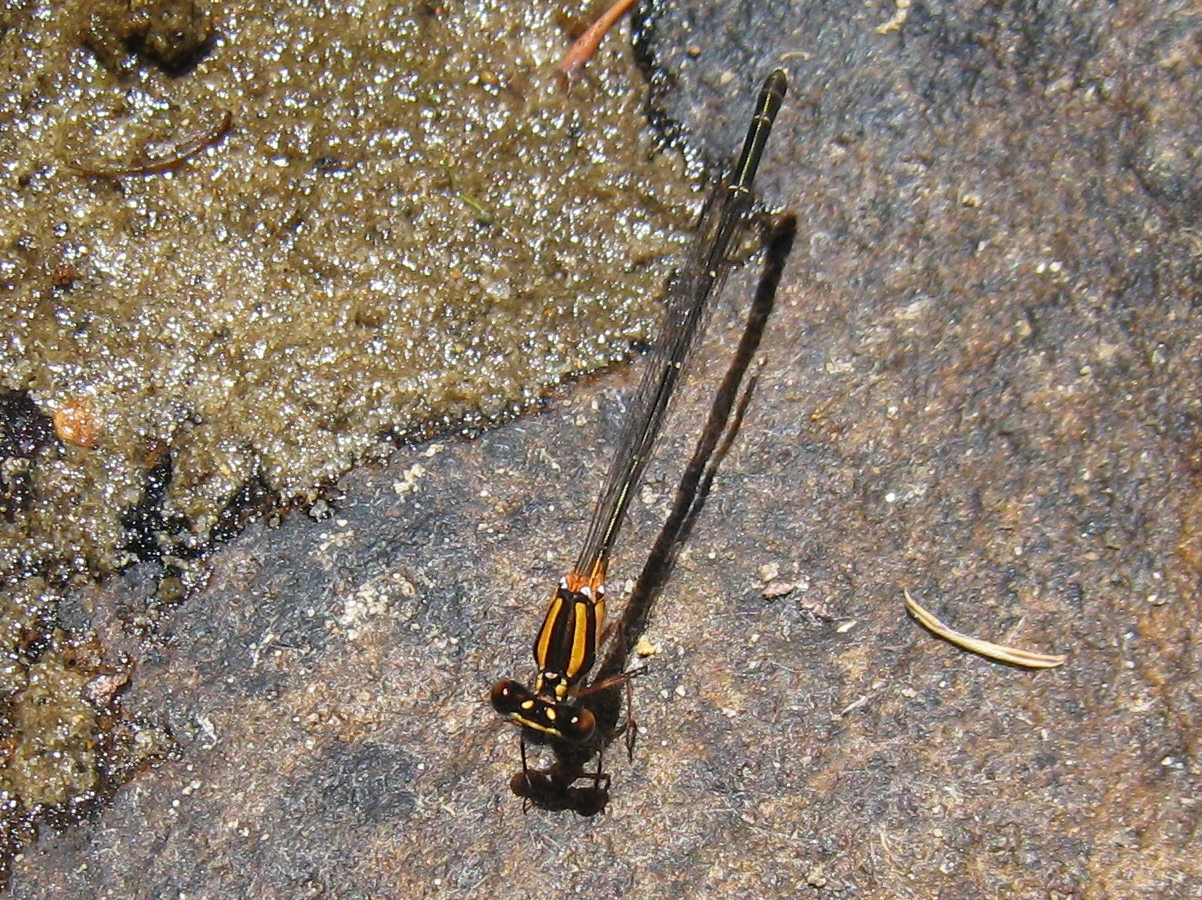